# CHGA
CHGA (англ. Chromogranin A) – білок, який кодується однойменним геном, розташованим у людей на короткому плечі 14-ї хромосоми. Довжина поліпептидного ланцюга білка становить 457 амінокислот, а молекулярна маса — 50 688.
| 10         |  | 20         |  | 30         |  | 40         |  | 50         |
| ---------- |  | ---------- |  | ---------- |  | ---------- |  | ---------- |
| MRSAAVLALL |  | LCAGQVTALP |  | VNSPMNKGDT |  | EVMKCIVEVI |  | SDTLSKPSPM |
| PVSQECFETL |  | RGDERILSIL |  | RHQNLLKELQ |  | DLALQGAKER |  | AHQQKKHSGF |
| EDELSEVLEN |  | QSSQAELKEA |  | VEEPSSKDVM |  | EKREDSKEAE |  | KSGEATDGAR |
| PQALPEPMQE |  | SKAEGNNQAP |  | GEEEEEEEEA |  | TNTHPPASLP |  | SQKYPGPQAE |
| GDSEGLSQGL |  | VDREKGLSAE |  | PGWQAKREEE |  | EEEEEEAEAG |  | EEAVPEEEGP |
| TVVLNPHPSL |  | GYKEIRKGES |  | RSEALAVDGA |  | GKPGAEEAQD |  | PEGKGEQEHS |
| QQKEEEEEMA |  | VVPQGLFRGG |  | KSGELEQEEE |  | RLSKEWEDSK |  | RWSKMDQLAK |
| ELTAEKRLEG |  | QEEEEDNRDS |  | SMKLSFRARA |  | YGFRGPGPQL |  | RRGWRPSSRE |
| DSLEAGLPLQ |  | VRGYPEEKKE |  | EEGSANRRPE |  | DQELESLSAI |  | EAELEKVAHQ |
| LQALRRG    |  |            |  |            |  |            |  |            |

A: Аланін

C: Цистеїн

D: Аспарагінова кислота

E: Глутамінова кислота

F: Фенілаланін

G: Гліцин

H: Гістидин

I: Ізолейцин

K: Лізин

L: Лейцин

M: Метіонін

N: Аспарагін

P: Пролін

Q: Глутамін

R: Аргінін

S: Серин

T: Треонін

V: Валін

W: Триптофан

Кодований геном білок за функціями належить до антибіотиків, антимікробних білків, фунгіцидів, фосфопротеїнів. 
Білок має сайт для зв'язування з іоном кальцію. 
Локалізований у мембрані, цитоплазматичних везикулах.
Також секретований назовні.